# Turbicellepora crenulata
Turbicellepora crenulata är en mossdjursart som beskrevs av Hayward 1978. Turbicellepora crenulata ingår i släktet Turbicellepora och familjen Celleporidae. Inga underarter finns listade i Catalogue of Life.